# Maksim Tiszczenko
Maksim Wiktorowicz Tiszczenko, ros. Максим Викторович Тищенко, ukr. Максим Вікторович Тищенко, Maksym Wiktorowicz Tyszczenko (ur. 30 sierpnia 1974 w Zaporożu) – rosyjski piłkarz pochodzenia ukraińskiego, grający na pozycji pomocnika, a wcześniej obrońcy. Zmienił ukraińskie obywatelstwo na rosyjskie.

## Kariera piłkarska

### Kariera klubowa
W maju 1992 rozpoczął karierę piłkarską w drugiej drużynie Dynama Kijów. Latem 1993 został piłkarzem Wiktora Zaporoże, skąd następnego lata przeniósł się do Metałurha Zaporoże. Na początku 1995 wyjechał do Rosji, gdzie został piłkarzem Dinama Stawropol. W 1996 przeszedł do Rotoru Wołgograd, w którym występował przez 7 lat. Od 2003 bronił barw klubów drugiej i trzeciej ligi Arsienał Tuła, Urał Jekaterynburg, Wołgar-Gazprom Astrachań, Zwiezda Irkuck i Spartak Kostroma. W 2008 został zaproszony przez trenera Walerija Jesipowa, z którym wcześniej grał w jednym klubie, do Awangarda Kursk. 14 stycznia 2010 podpisał kontrakt z Dinamem Kostroma.

## Sukcesy i odznaczenia

### Sukcesy klubowe
- wicemistrz Rosji: 1997
- brązowy medalista Mistrzostw Rosji: 1996
- finalista Pucharu Intertoto: 1997

### Sukcesy indywidualne
- najlepszy obrońca strefy centralnej Drugiej dywizji Rosji: 2009